# The Sorcerer's Apprentice
The Sorcerer's Apprentice is een film uit 2010 van Walt Disney Pictures en Jerry Bruckheimer Films, onder de regie van Jon Turteltaub. 
De film is losjes gebaseerd op het Sorcerer's Apprentice-deeltje in Disney's Fantasia, wat op zichzelf gebaseerd is op het late 1890 symfonische gedicht van Paul Dukas en de 1797 Johann Wolfgang von Goethe ballade. Goethe zelf ging terug op een verhaal van de Griekse schrijver Loukianos (Lucianus) van Samosate uit de 2de eeuw n.C., dat te vinden is in diens werk de Leugenvriend (Philopseudes).

## Verhaal
Een weggewaaid liefdesbriefje lokt de tienjarige Dave Stutler (Jake Cherry) naar een antiekzaak in New York. Daar ontmoet hij Balthazar Blake (Nicolas Cage). Blake is een tovenaar vechtend tegen de kwade krachten, zoekend naar de persoon die Merlijns krachten zal erven. Dit blijkt dan Dave Stutler te zijn en van Blake hoort hij voor het eerst over het eeuwenoude conflict tussen de leerlingen van Merlijn de Tovenaar en de kwade Morgana le Fay. Hij ziet er ook de Grimhold, een Matroesjka pop waarin die andere aartsvijand, Maxim Horvath (Alfred Molina), zit opgesloten, samen met allerlei ander tover- en heksengespuis. 
Tien jaar later is Dave (Jay Baruchel) opgegroeid tot een stuntelige student natuurkunde op de New York University. Soms denkt hij terug aan het meisje voor wie dat liefdesbriefje was bestemd. Alles verandert wanneer Maxim Horvath uit zijn gevangenis ontsnapt. Dave gaat dan bij Balthazar Blake in de leer voor crashlessen in de kunst van magie en tovenarij. Dit allemaal om Horvath en Morgana le Fay tegen te houden de wereld te vernietigen.

## Rolverdeling
- Nicolas Cage als Balthazar Blake: een 1000 jaar oude tovenaar gebaseerd op de tovenaar Yen Sid uit de film Fantasia.
- Jay Baruchel als David "Dave" Stutler: een middelmatige student natuurkunde die Blakes leerling wordt (gebaseerd op Mickey Mouse die deze rol speelt in Fantasia).
  - Jake Cherry als de tienjarige David "Dave" Stutler.
- Alfred Molina als Maxim Horvath: een kwade tovenaar en de rivaal van Balthazar.
- Teresa Palmer als Rebecca "Becky" Barnes: de vriendin van Dave.
  - Peyton R. List als de tienjarige Becky.
- Toby Kebbell als Drake Stone: een gevierde illusionist, die samenspant met Horvath.
- Omar Benson Miller als Bennet: de kamergenoot van Dave.
- Monica Bellucci als Veronica Gorloisen: een tovenares en geliefde van Balthazar Blake.
- Alice Krige als Morgana le Fay: de  grootste vijand van Merlijn en Balthazar.
- James A. Stephens als Merlijn: de legendarische tovenaar, vermoord in 740 door Horvath en Morgana.
- Gregory Woo als Sun Lok: een Chinese tovenaar.
- Robert Capron als Oliver Twistmeyer: beste vriend van tienjarige Dave Stutler.
- Nicole Ehinger als Abigail Williams: een heks, opgesloten in de laatste laag van de Grimhold.
- Ethan Peck als Andre